# Beretta RS200/RS202
 (février 2022).
La mise en forme du texte ne suit pas les recommandations de Wikipédia : il faut le « wikifier ».
Les points d'amélioration suivants sont les cas les plus fréquents. Le détail des points à revoir est peut-être précisé sur la page de discussion.
- Les titres sont pré-formatés par le logiciel. Ils ne sont ni en capitales, ni en gras.
- Le texte ne doit pas être écrit en capitales (les noms de famille non plus), ni en gras, ni en italique, ni en « petit »…
- Le gras n'est utilisé que pour surligner le titre de l'article dans l'introduction, une seule fois.
- L'italique est rarement utilisé : mots en langue étrangère, titres d'œuvres, noms de bateaux, etc.
- Les citations ne sont pas en italique mais en corps de texte normal. Elles sont entourées par des guillemets français : « et ».
- Les listes à puces sont à éviter, des paragraphes rédigés étant largement préférés. Les tableaux sont à réserver à la présentation de données structurées (résultats, etc.).
- Les appels de note de bas de page (petits chiffres en exposant, introduits par l'outil «  Source ») sont à placer entre la fin de phrase et le point final[comme ça].
- Les liens internes (vers d'autres articles de Wikipédia) sont à choisir avec parcimonie. Créez des liens vers des articles approfondissant le sujet. Les termes génériques sans rapport avec le sujet sont à éviter, ainsi que les répétitions de liens vers un même terme.
- Les liens externes sont à placer uniquement dans une section « Liens externes », à la fin de l'article. Ces liens sont à choisir avec parcimonie suivant les règles définies. Si un lien sert de source à l'article, son insertion dans le texte est à faire par les notes de bas de page.
- La présentation des références doit suivre les conventions bibliographiques. Il est recommandé d'utiliser les modèles {{Ouvrage}}, {{Chapitre}}, {{Article}}, {{Lien web}} et/ou {{Bibliographie}}. Le mode d'édition visuel peut mettre en forme automatiquement les références.
- Insérer une infobox (cadre d'informations à droite) n'est pas obligatoire pour parachever la mise en page.

Pour une aide détaillée, merci de consulter Aide:Wikification.
Si vous pensez que ces points ont été résolus, vous pouvez retirer ce bandeau et améliorer la mise en forme d'un autre article.
La firme Beretta Armi fabriqua des fusils de chasse à pompe de la fin des années 1950 au milieu des années 1990. Parmi les plus répandus figurent les RS-200  et RS-202 qui équipent notamment la Gendarmerie algérienne et la Police française.

## Histoire
En 1968 est introduit le RS-200  avec crosse et pompe en bois Il est remplacé au début des années 1980 par le RS 202 amélioré sur des points de détails. L'Afrique du Sud a produit  une copie du RS-200 P sous le nom de Musgrave Pump Shotgun tandis que l'Algérie a négocié une licence de fabrication pour le RS 202P.

## Variantes
- RS-200 : Version pour  la Chasse.Canon long et magasin  court.
- RS-200 P : Version pour la Police. Canon court et magasin long
- RS-202 : Version améliorée  du RS-200 pour  la Chasse.
- RS-202 P : Version améliorée pour la Police.
- RS-202 M1 : Variante du RS-202 P équipée d'une crosse pliante.
- RS-202 M2 : Version du RS-202 M1 doté d'un cache-flamme et d'un manchon refroidisseur pour le cano,.

## Données numériques des versions de chasse RS200/RS202
- Munition : Calibre 12
- Canon : 67/71/76 cm
- Longueur du fusil : 118 à 127 cm.
- Masse du fusil vide : 2,8 à 3,1 kg.
- Magasin :  3 cartouches.

## Données numériques des versions de police RS200P/RS202P
- Munition : Calibre 12
- Canon : 52 cm
- Longueur du fusil : 103 cm.
- Masse du fusil vide : 3 kg.
- Magasin :  6 cartouches.

## Données numériques des versions de police RS202M1
- Munition : Calibre 12
- Canon : 52 cm
- Longueur du fusil : 103 cm (79 cm avec la crosse repliée).
- Masse du fusil vide : 3, 25 kg.
- Magasin :  6 cartouches.

## Données numériques des versions de police RS202M2
- Munition : Calibre 12
- Canon : 52 cm
- Longueur du fusil : 105 cm (85 cm auvec la crosse repliée).
- Masse du fusil vide : 3, 85 kg.
- Magasin :  6 cartouches.

## Sources
Cette notice est issue de la lecture des revues spécialisées et sites internet suivants :
- Cibles (Fr)
- Action Guns  (Fr)
- Raids(Fr)
- R.L. Wilson, « L'univers de Beretta. Une légende internationale », Editions Proxima, 2001 (traduction française d'un livre US publié en 2000).
- J. HUON, Les Armes des polices françaises, 2 tomes, Crépin-Leblond, 2014.
- Fiche sur le site www.encyclopedie-des-armes.com
- Fiche sur le site guns.fandom.com
- Fiche sur le site www.militaryfactory.com
- Fiche sur le site development.weaponsystems.net